# 국제의료기기·병원설비전시회
국제의료기기·병원설비전시회(Korea International Medical & Hospital Equipment Show)는 1980년부터 매년 개최되고 있는 전시회이다. 줄여서 KIMES라고도 부른다. 한국이앤엑스, 한국의료기기공업협동조합, 한국의료기기산업협회가 주최하고 지식경제부, 보건복지가족부, 서울특별시청, 식품의약품안전청, KOTRA, 한국보건산업진흥원, 대한의사협회, 대한병원협회, 한국여자의사회, 대한간호협회, 의학신문사가 후원한다. 최근에 개최된 전시회는 2008년 3월 13일부터 3월 16일까지 코엑스에서 개최되었다.